# Karma Killer
Karma Killer — четвёртый студийный альбом финской рок-группы Negative, выпущен 17 мая 2008 года на лейбле Hype Records. Через неделю после выпуска альбом достиг 3 места в официальном чарте Финляндии. На песню Won’t Let Go был снят клип.

## Об альбоме
Karma Killer во многом похож на предыдущий альбомом «Anorectic», в котором сочетается рок-н-ролльный боевик и выразительная баллада, гитарные соло и клавишные инструменты.
Перед весенне-летним турне группы в поддержку этого альбома состав группы сократился — ушёл гитарист Кристус, место второго гитариста занимал Гэри из группы Technicolour (не принимавший участия в студийной записи).

## Список композиций
1. «A Devil in My Shoulder» — 3:48
2. «Sealed» — 3:18
3. «Won’t Let Go» — 3:42
4. «Motherfucker (Just Like You)» — 3:51
5. «Giving Up!» — 5:02
6. «An Ornament» — 5:59
7. «Dead As We» — 3:40
8. «Anna Simona» — 4:12
9. «Lust N' Needs» — 3:13
10. «Gravity of Love» — 8:57

## Участники записи
- Jonne Aaron Liimatainen — Вокал
- Lauri Juhani Markkula — Гитара
- Antti Aatamila — Бас-гитара
- Janne Kokkonen (Snack) — Клавишные
- Janne Heimonen (Jay) — Ударная установка